# ケルン級フリゲート
ケルン級フリゲート (ドイツ語: Fregatte KÖLN-Klasse, 英: Köln-class frigate) は、ドイツ連邦海軍（西ドイツ海軍）のフリゲートの艦級。公称艦型は120型（Klasse 120）。

## 来歴
第二次世界大戦後、連合軍軍政期においてドイツは一旦は非武装化された。しかし冷戦構造の成立に伴い、1949年のドイツ連邦共和国（西ドイツ）建国後、1951年には連邦国境警備隊、1955年には連邦軍が設置され、翌1956年にはその海洋戦力として連邦海軍（Bundesmarine; 西ドイツ海軍）が建軍された。
1956年5月、連邦議会は海軍のための最初の艦艇新造計画を認可したが、この計画には護衛艦（Geleitboot）6隻の建造が盛り込まれていた。これによって建造されたのが本級である。設計そのものは「護衛艦55」として1955年より着手されており、1957年に発注された。
ただし実際の竣工は数年後となることから、その間の空白を埋めるため、アメリカ海軍から119型駆逐艦（旧フレッチャー級駆逐艦）6隻、イギリス海軍からは138型教育フリゲート7隻（旧ハント級駆逐艦3隻、ブラックスワン級スループ1隻、改ブラックスワン級スループ3隻）の譲渡を受けることとなり、これらは1958年から1960年にかけて順次に編入された。

## 設計
本級は、第二次世界大戦後において、ドイツ海軍がはじめて建造した大型戦闘艦であり、世界で初めてCODAG（ディーゼル=ガスタービン複合機関）を搭載した艦でもある。本級の主機関は、4基のMAN社製V型16気筒ディーゼルエンジン（2,208 kW (2,961 hp)）と2基のブラウン・ボベリ（BBC）社製ガスタービンエンジン（8,832 kW (11,844 hp)）を組み合わせたものであり、また電力供給のため、550hp / 405kWのディーゼル発電機を3基搭載する。このガスタービンエンジンは舶用専用として設計されたものであり、また推進器にも可変ピッチプロペラ（CPP）を採用するなど多くの新機軸が盛り込まれた。船型としては平甲板型を採用しており、船体は13個の水密区画に区分されている。

## 装備
本級は、対潜戦に重点をおいた装備が施されている。対潜兵器としては533mm短魚雷発射管のほか、対潜迫撃砲として、艦橋直前の甲板室上にM/50 375mm対潜ロケット発射機が搭載されている。センサとなるソナーとしては、CWE-10/PAE-1が搭載される。これは同一のソナードームを共用する複合ソナー・システムであり、前者は10.5/11kHz、後者は24kHzを使用するサーチライト・ソナーである。また、水中攻撃指揮装置（UBFCS）としてはM5（対潜ロケット砲用）およびM9（魚雷用）が用いられるが、これはアメリカのMk.105におおむね相当する。
また本級は砲装型のフリゲートであり、防空・対水上火力に関しては砲熕兵器に依存している。主砲としてはフランス製の新しい両用砲システムである55口径100mm単装砲（Modèle 53）、高角機銃としては、やはり新型のボフォース 70口径40mm機関砲がブレーダ・メッカニカ・ブレシャーナ社製マウントと組み合わされて採用された。
しかし船体は比較的小型で発展余地も少なかったことから、就役後に登場した新しいテクノロジーである個艦防空ミサイルや艦対艦ミサイル、C4Iシステムには対応できなかった。また対潜戦についても、就役後に登場した艦載ヘリコプターの運用設備（ヘリコプター甲板や格納庫）の設置には対応できなかった。

## 同型艦

### 一覧表
| #    | 艦名                              | 起工            | 進水            | 就役            | 退役           | 備考                                                               |
| ---- | --------------------------------- | --------------- | --------------- | --------------- | -------------- | ------------------------------------------------------------------ |
| F220 | ケルン Köln                       | 1957年 12月21日 | 1958年 12月6日  | 1961年 4月15日  | 1982年 7月14日 | ノイシュタット市（de）にて、船体をダメージコントロール訓練に利用。 |
| F221 | エムデン Emden                    | 1958年 4月15日  | 1959年 3月21日  | 1961年 10月24日 | 1983年 9月23日 | トルコ海軍にてD-361「ゲムリク」として再就役（1983〜1989）          |
| F222 | アウクスブルク Augsburg           | 1958年 10月29日 | 1959年 8月15日  | 1962年 4月7日   | 1988年 3月31日 | ハンブルクにて解体。                                               |
| F223 | カールスルーエ Karlsruhe          | 1958年 12月15日 | 1959年 10月24日 | 1962年 12月15日 | 1983年 3月28日 | トルコ海軍にてD-360「ゲリボル」として再就役（1983〜1992）          |
| F224 | リューベック Lübeck               | 1959年 10月28日 | 1960年 7月23日  | 1963年 7月6日   | 1988年 12月1日 | 予備部品確保用としてトルコに譲渡                                   |
| F225 | ブラウンシュヴァイク Braunschweig | 1960年 7月28日  | 1962年 2月3日   | 1964年 7月16日  | 1989年 7月4日  | トルコ海軍にてD-361「ゲムリク」として再就役（1989〜1994）          |

### 運用史
1957年から1964年にかけて、西ドイツのストラッケン&ゾーン造船所において6隻が建造された。これらは1961年より順次に就役を開始し、続いて建造されたハンブルク級駆逐艦とともに、1970年代・1980年代において西ドイツ海軍の基幹兵力となった。しかし上記の通り発展余地が乏しく、性能が限定的であったことから、後継となるブレーメン級フリゲートの就役に伴って順次に運用を終了し、1989年までに全艦が退役した。
退役後、本級のうち3隻はトルコ海軍に譲渡され、うち2隻が再就役したものの、これらも1994年までに運用を終了した。